# Górali
Ne doit pas être confondu avec Gorans.
Les Gorales (polonais : góral, pl górale, tchèque : goralé, slovaque : górale, roumain : gorali signifiant « montagnard », de la racine slave góra, montagne) sont un peuple des Carpates vivant au sud-est de la Pologne, à l'est de la République tchèque, au nord-ouest de la Slovaquie et dans les montagnes de l'Ukraine occidentale (Ruthénie, Galicie, Bucovine). Catholiques et parlant polonais, tchèque ou slovaque, ils sont apparentés par leur mode de vie, leurs costumes traditionnels et leur musique aux Houtsoules (gréco-catholiques, parlant ruthène) et aux Moravalaques (catholiques, parlant tchèque). Les historiens roumains et polonais supposent qu'à partir du XIe siècle, des groupes de bergers roumanophones partis de Moldavie, de Marmatie et de Transylvanie se sont progressivement installés au sud-est de la Pologne et en Moravie orientale où ils sont attestés sous le nom de « Włoche » (valaque) pour finalement adopter les langues slaves locales et le culte catholique.

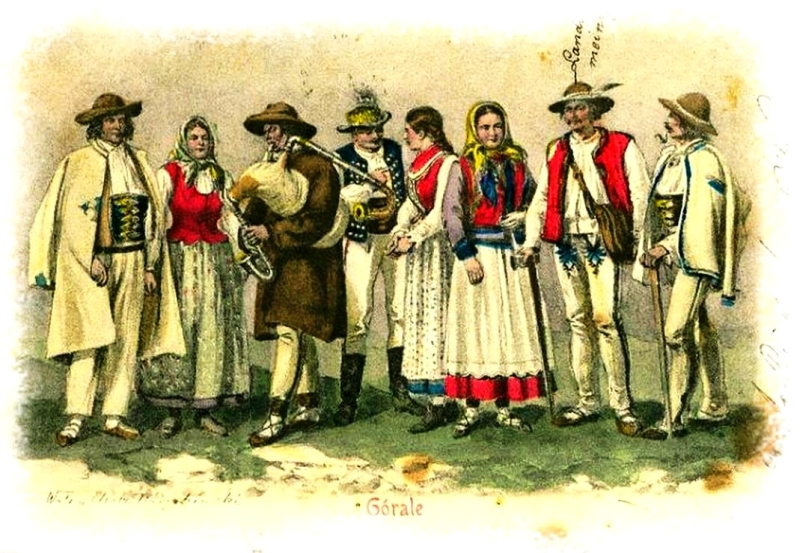
Gorales traditionnels.
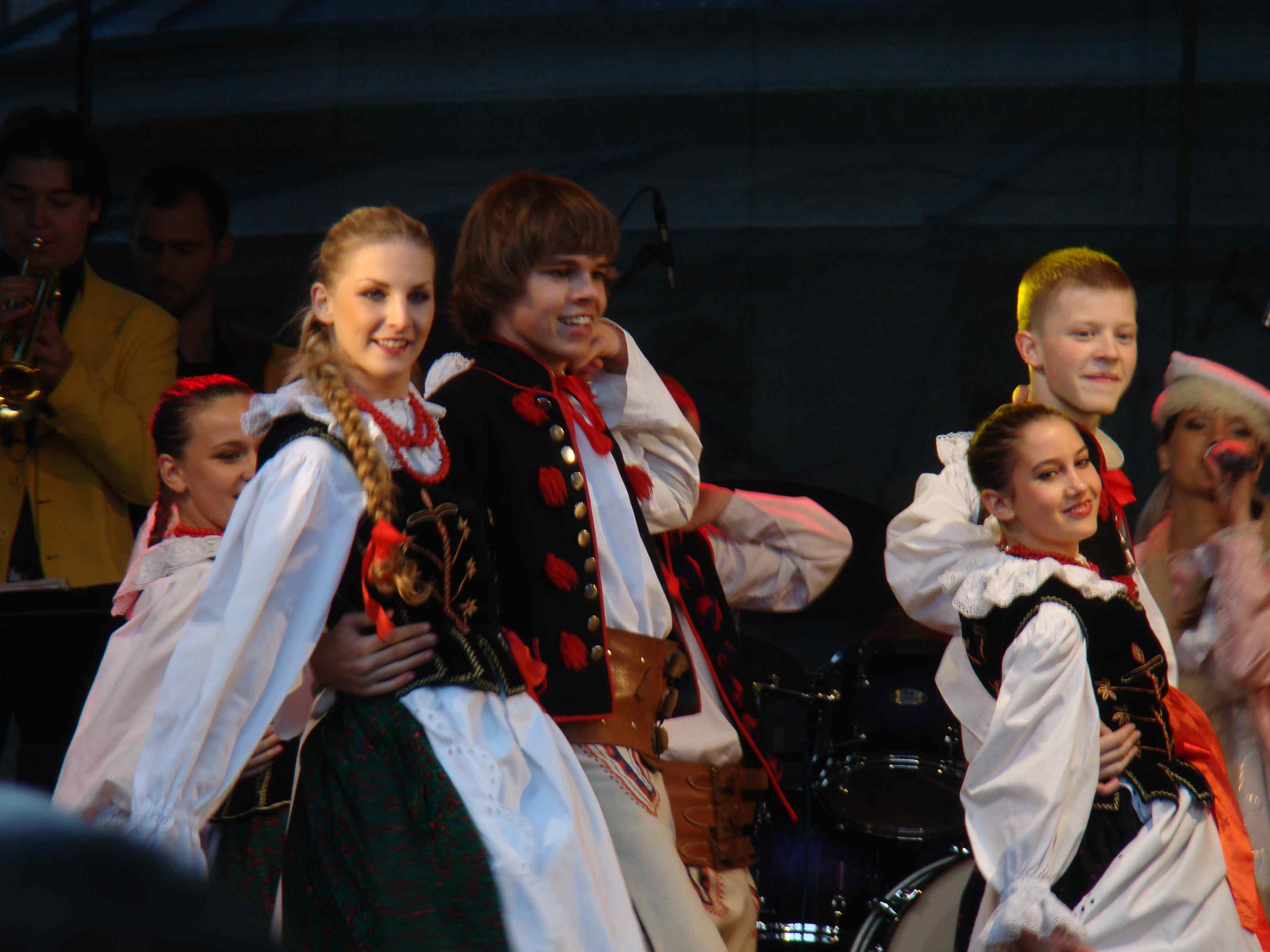
Gorales modernes (non traditionnels) de Żywiec.
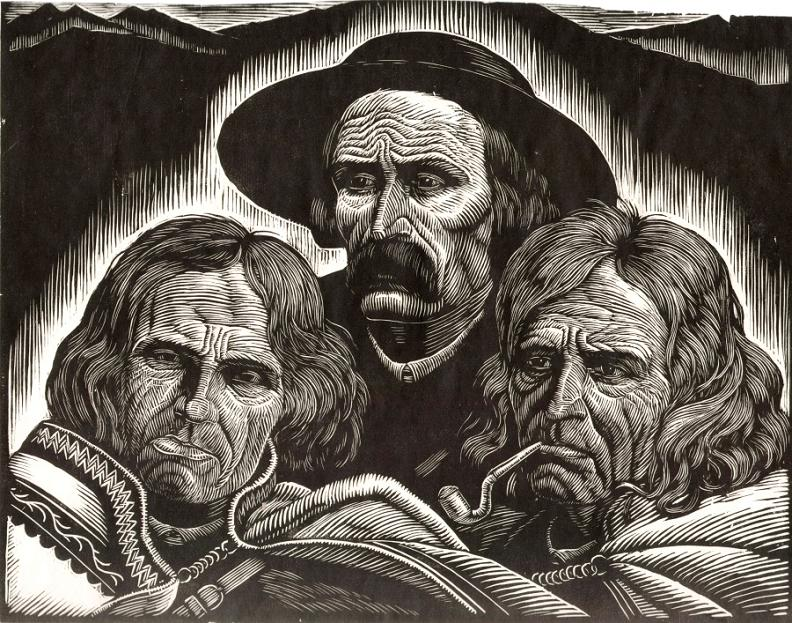
Trois visages de Góralis, Władysław Skoczylas, 1928.
Drapeau Goral traditionnel